# Quai Jean-Jacques Rousseau
Le quai Jean-Jacques Rousseau est une longue voie située sur la rive droite de la Saône à La Mulatière.

## Situation
Il est précédé au nord par le quai des Étroits (5e arrondissement de Lyon) et longe la Saône, en face du quartier de la Confluence. Au sud, il rejoint plusieurs voies, à un carrefour : le pont de la Mulatière, la rue Stéphane Déchant et le quai de la Libération. Une jonction avec l'Autoroute A7 existe également à cet emplacement.

## Origine du nom
Le quai est nommé en hommage à Jean-Jacques Rousseau (1712-1778), philosophe et poète genevois. Dans son autobiographie Les Confessions, il raconte avoir passé une nuit d'été à la belle étoile sur un quai près du Rhône ou de la Saône, près d'une grotte, identifiée depuis comme la grotte des Étroits, au pied de la balme de Fontanières. Au XIXe siècle, cette anecdote est citée dans de nombreux ouvrages d'histoire locale et guides de voyage.

## Histoire
L'enseigne "La Mère Guy" ouvre en 1759 au n° 35 du quai. Sa fondatrice est considérée comme la toute première mère lyonnaise, parfois surnommée "la mère des mères". D'abord guingette, l'établissement devient un restaurant qui connait plusieurs propriétaires au fil des décennies. Jusqu'à sa fermeture en 1995, il constitue une adresse gastronomique de référence dans l'agglomération lyonnaise.

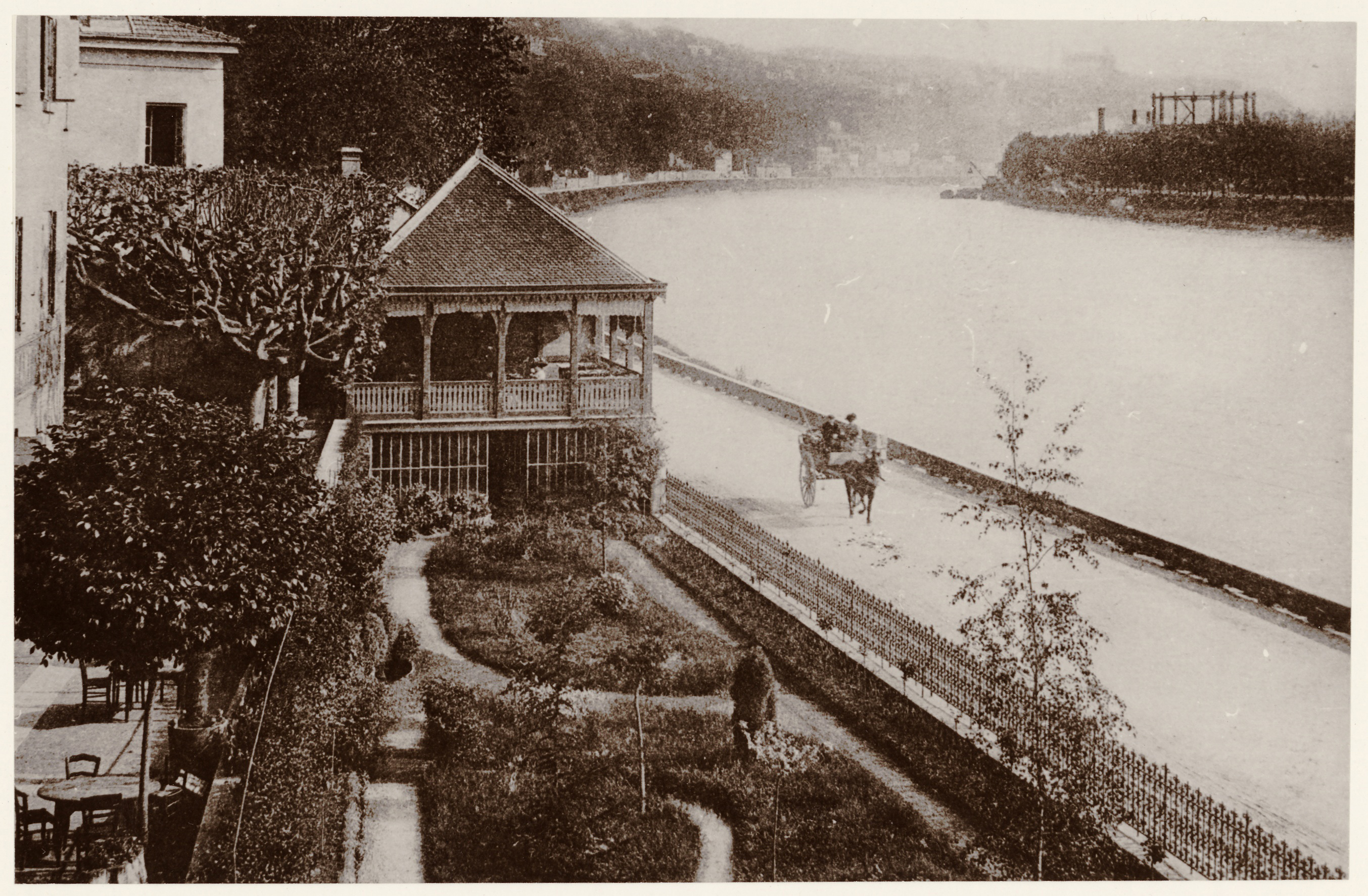
Jules Sylvestre (photographe), Le restaurant de la mère Guy quai en 1910.

## Points d'intérêt
Le quai contient de nombreux éléments remarquables sur le plan architectural, en particulier des portails et portes donnant accès aux grandes propriétés situés sur le flanc de la colline.
Le domaine de Bellerive est situé au n° 29. Cette propriété privée regroupe un château du XVIIIe siècle et un grand parc, dont une partie est inscrite au monuments historiques depuis 2004. Le scientifique André-Marie Ampère et l'impératrice Eugénie font partie des personnalités qui ont séjourné dans ce lieu à plusieurs reprises.
Au n° 25, l'Unité nationale séricicole est créée en 1979. Cet organisme officiel spécialisé dans l'étude des vers à soie a fermé en 2009.
Au n° 31, le jardin Agniel est un espace vert municipal, qui a fait l'objet d'une rénovation en 2024.
Au n° 39 se trouve le lycée Assomption Bellevue. Cet établissement catholique privé sous contrat, disposant d'un internat, est installé dans la propriété de Bellevue depuis 1919.

## Risques de mouvements de terrain
Surplombé par des balmes, le quai est propice aux éboulements, chutes de blocs et glissements de terrain, qui ont pour conséquence l'interruption du trafic routier et la fermeture de cet axe très fréquenté, parfois pendant de longues périodes. Il a été fermé deux ans et demi, entre février 2009 et septembre 2011, à la suite d'un éboulement survenu dans la nuit du 6 au 7 février 2009.
Le 28 avril 2024, un nouvel éboulement est causé par de fortes pluies. La circulation est interrompue jusqu'au 16 mai 2024.

## Dans la culture
- Au n° 17, l'hôtel-restaurant de la Grotte (qui n'existe plus) a servi de lieu de tournage pour une scène du film l'Insoumis d'Alain Cavalier (1964), avec Alain Delon.
- Dans le film Verdict d'André Cayatte (1974), avec Jean Gabin et Sophia Loren, une scène de poursuite en voitures a lieu sur le quai[12].
- Le quai est aussi visible dans le film 11.6 de Philippe Godeau (2013), inspiré de l'affaire Toni Musulin, avec François Cluzet dans le rôle principal[13].

## Galerie

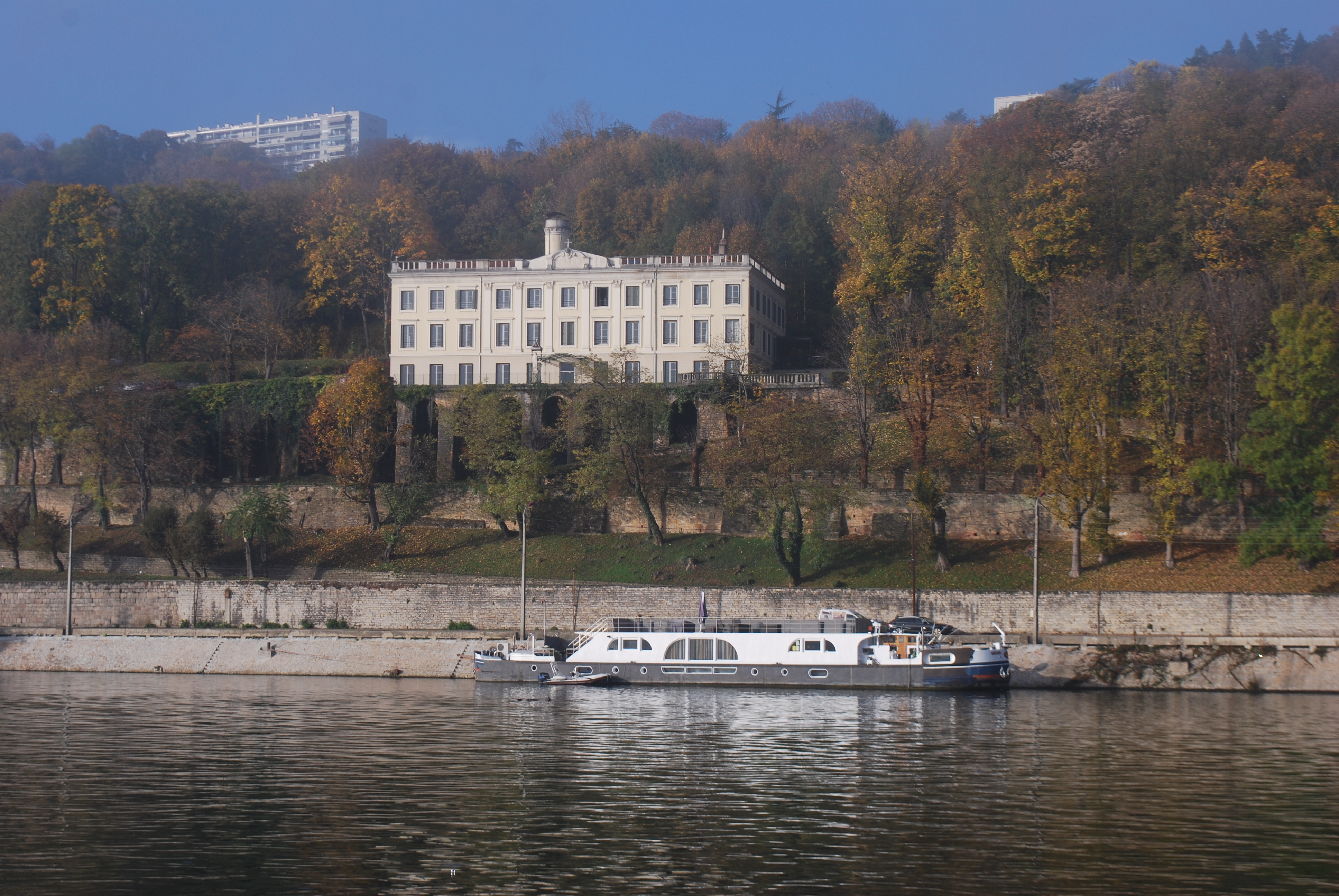
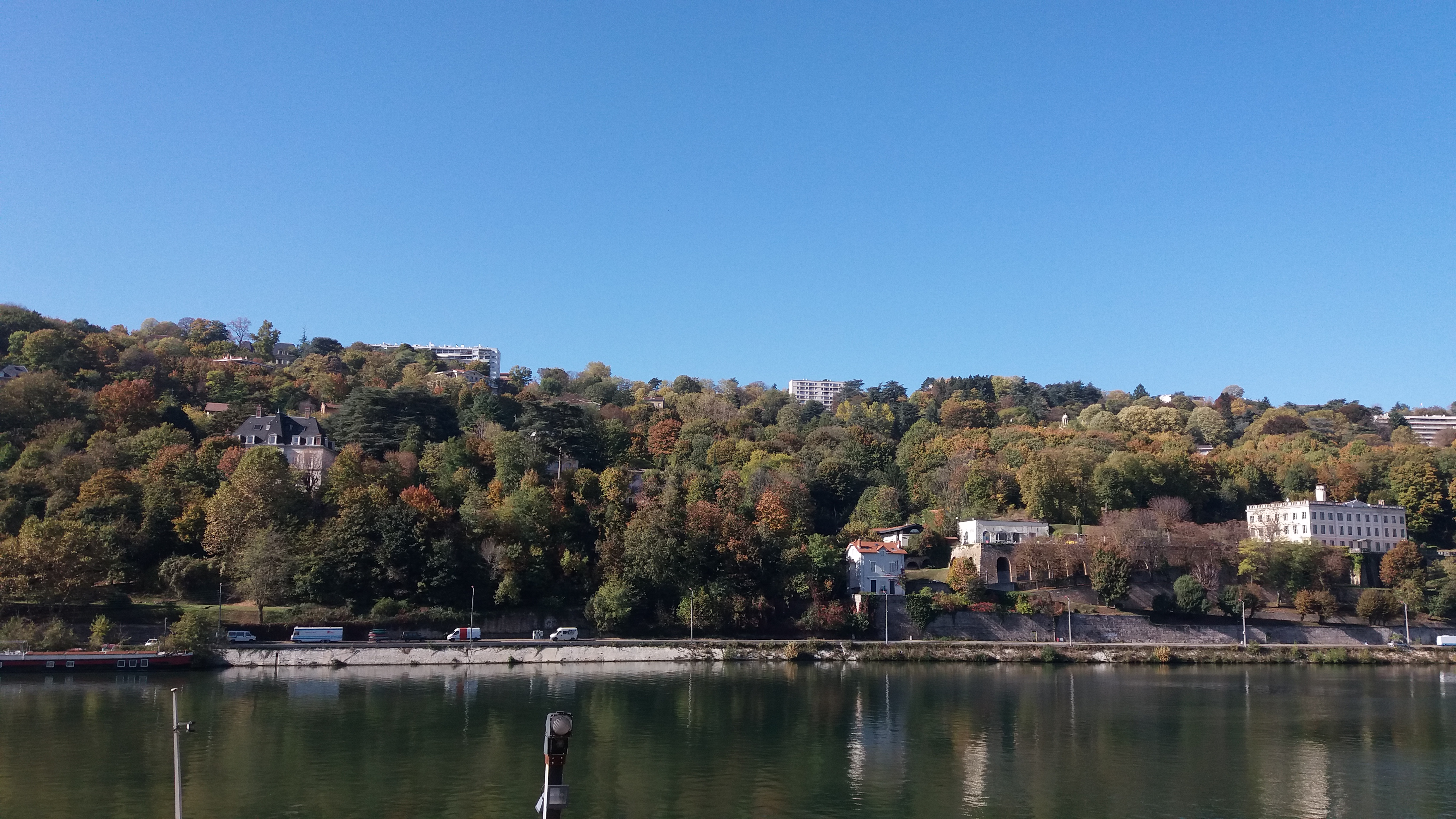
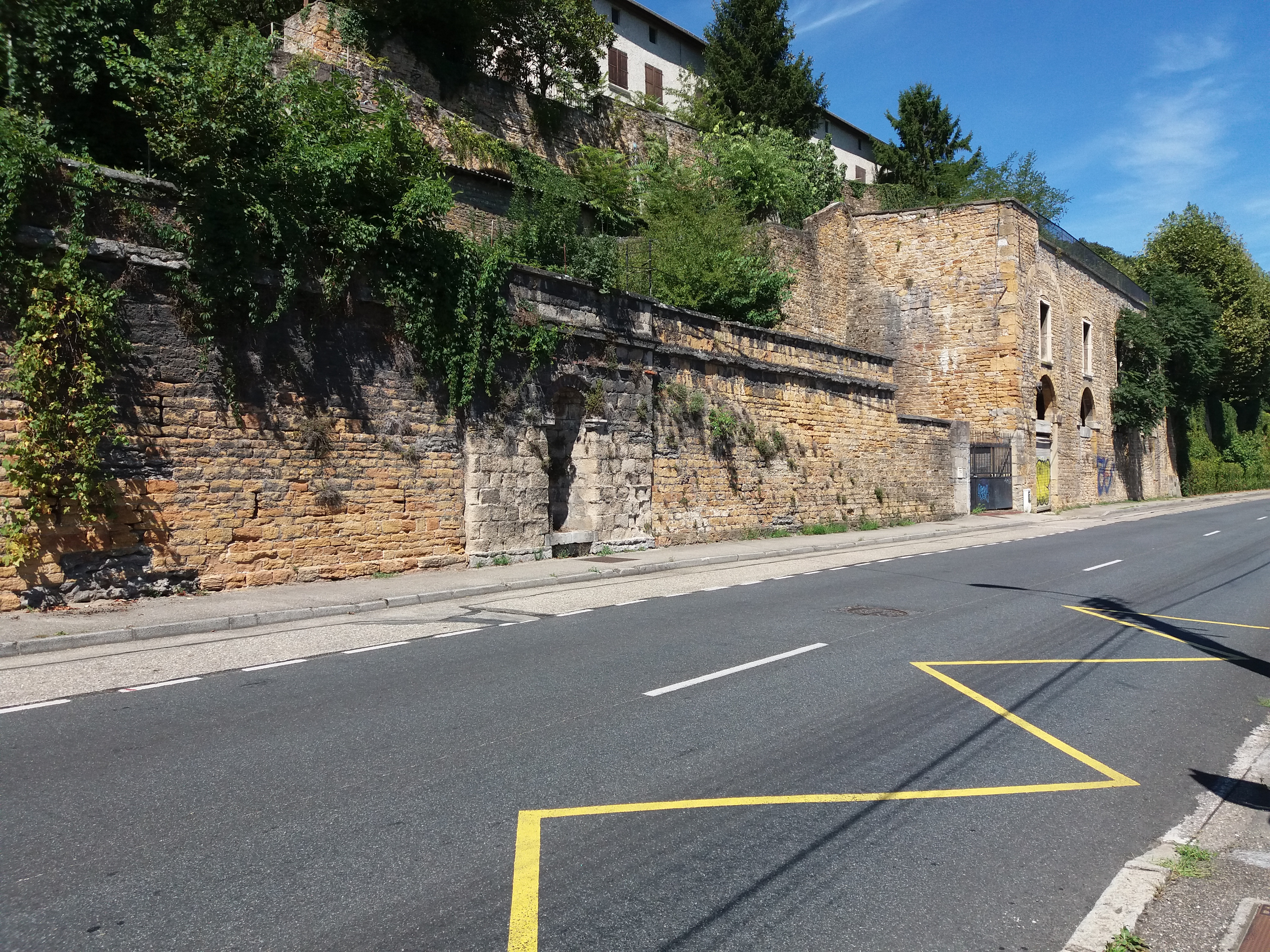
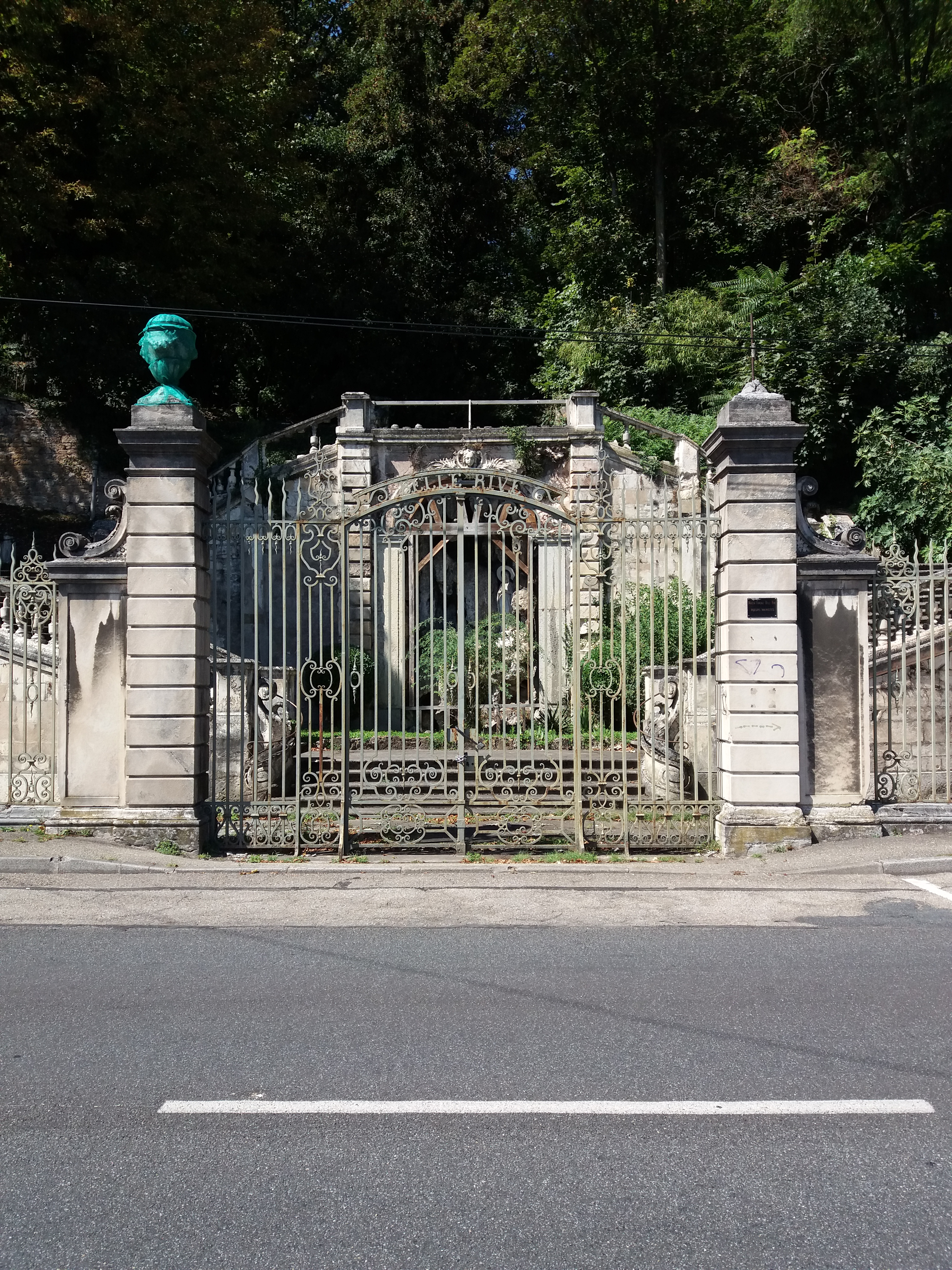